# Faunis microps
Faunis microps är en fjärilsart som beskrevs av Otto Staudinger 1887. Faunis microps ingår i släktet Faunis och familjen praktfjärilar. Inga underarter finns listade i Catalogue of Life.